# A4 (Letònia)
L'A4 és una carretera nacional de Letònia, que forma part de l'anell al voltant de Riga, que connecta Baltezers i Saulkalne. També se l'anomena la variant de Riga. La carretera forma part de les rutes europees E67 i E77 i de la xarxa TEN-T letona. Té una longitud de 20,5 kilòmetres.
L'A4 es va construir de 1964 a 1980. L'A4 té 1×1 carrils en tota la longitud. El 2011/2012 part de la carretera va ser refeta, i està planificat que pels volts de l'any 2020 la proposta de 2×2 carriles comenci. Degut a això, rebrà la categoria de via ràpida o autovia, i per tant, la velocitat actual de 90 km/h es veurà incrementada. La mitjana d'AADT a l'A4 el 2020 va ser de 10.735 cotxer pes dia.

## Cruïlles
| # | Nom carretera | Location  |
| - | ------------- | --------- |
| 1 | P1            | Upesciems |
| 2 | P4            | Ūlupji    |
| 3 | P11           | Saurieši  |
| 4 | A6            | Saulkalne |

## Principals ciutats
- Ulbroka
- Salaspils